# 鬼頭数雄
鬼頭 数雄（きとう かずお、1917年4月25日 - 1944年7月）は、愛知県名古屋市出身のプロ野球選手。
弟に鬼頭政一、鬼頭勝治がいる。

## 来歴・人物
名古屋八熊小学校時代は野口明とバッテリーを組み全国大会に出場しベスト8進出。中京商業が3連覇を達成した第19回全国中等学校優勝野球大会の優勝メンバー。伝説の試合・中京商対明石中延長25回にも「9番・センター」で先発出場している。日本大学に進学するが、1936年に大東京軍が結成されると大学を中退して入団。
同年春季から中堅手のレギュラーとなり、クリーンナップを任される。なお、この年は二塁を2試合守っているが、鬼頭は左投げでありながら二塁手としてプレーした初の選手である（5月17日対セネタース戦で初めて二塁を守る）。後に山田伝・西本幸雄も守っているが、2017年現在NPBではわずか3人の珍しい記録となっている。1937年は左翼手に移って一番や三番などの上位を打ってほぼフル出場し、春季.275（10位）・秋季.321（2位）の好打率を挙げた。春季は当時の最多記録となる52単打を放ち（1939年に千葉茂が更新）、秋季は22盗塁で名古屋金鯱軍の島秀之助と盗塁王のタイトルを分け合った。なお、この年の春秋通して放った127安打は戦前の年間最多安打記録である。
1939年からは主に四番を打って打率.304で打撃成績5位に入る。翌1940年はリーグの打率が.206という投手上位の環境下で、巨人の川上哲治と鬼頭のみが終始3割台の打率をキープして熾烈な首位打者争いを展開、日本プロ野球初のタイトル争いとも言われた。春は鬼頭がリードし夏は川上が逆転するが、8月の満州シリーズを終わった時点で、鬼頭.3249-川上.3246と鬼頭が僅か3毛差でリードする。9月中旬にリーグ戦が再開されると、その後約1ヶ月に亘って鬼頭と川上は抜きつ抜かれつのデッドヒートを繰り広げるが、10月中旬に鬼頭が川上に1分の差を付けて突き放し、結局川上.311に対して鬼頭は.321で躱して首位打者を獲得、ベストナインにも選ばれる。なおこの年、鬼頭の打率.321に対して所属するライオンの勝率は.240であり、「所属チームの勝率より打率の高い首位打者」になっている。プロ野球ではほかには1944年の岡村俊昭（近畿日本）、2008年の内川聖一（横浜）しかいない珍しい記録であるが、鬼頭と岡村は1941年の1シーズンだけチームメイトでもあった。同年に打った124安打・13三塁打は前年の川上哲治の記録を抜いて戦前のシーズン最多記録となっている（安打は1946年に金田正泰が、三塁打は1946年に鈴木清一が更新）。
1941年に南海へ移籍。南海では前半戦は四番に座るものの前年ほどの調子が上がらず、後半は一番に移るが打率.199（リーグ34位）に終わった。1942年に応召され、1944年7月にマリアナ諸島沖で戦死（戦死公報が入ったのは、それから約1年後の1945年5月になってからだった）。27歳没。東京ドーム敷地内にある鎮魂の碑に、彼の名前が刻まれている。

## 選手としての特徴
全く華やいだところがなく、脇役のムードを持ったいぶし銀のような打者だった。小柄ながら柔らかい打撃フォームで好球必打する打撃の天分と、ライバルであった川上哲治以上の努力ぶりを併せ持っていたという。

## 詳細情報

### 年度別打撃成績
| 年 度     | 球 団           | 試 合 | 打 席 | 打 数 | 得 点 | 安 打 | 二 塁 打 | 三 塁 打 | 本 塁 打 | 塁 打 | 打 点 | 盗 塁 | 盗 塁 死 | 犠 打 | 犠 飛 | 四 球 | 敬 遠 | 死 球 | 三 振 | 併 殺 打 | 打 率 | 出 塁 率 | 長 打 率 | O P S |
| --------- | --------------- | ----- | ----- | ----- | ----- | ----- | -------- | -------- | -------- | ----- | ----- | ----- | -------- | ----- | ----- | ----- | ----- | ----- | ----- | -------- | ----- | -------- | -------- | ----- |
| 1936春夏  | 大東京 ライオン | 14    | 67    | 60    | 7     | 13    | 4        | 0        | 0        | 17    | 5     | 3     | --       | 0     | --    | 6     | --    | 1     | 4     | --       | .217  | .299     | .283     | .582  |
| 1936秋    | 大東京 ライオン | 15    | 51    | 44    | 3     | 9     | 0        | 0        | 0        | 9     | 2     | 2     | --       | 0     | --    | 7     | --    | 0     | 2     | --       | .205  | .314     | .205     | .518  |
| 1937春    | 大東京 ライオン | 56    | 261   | 244   | 26    | 67    | 10       | 4        | 1        | 88    | 21    | 15    | --       | 0     | --    | 16    | --    | 1     | 10    | --       | .275  | .322     | .361     | .682  |
| 1937秋    | 大東京 ライオン | 49    | 220   | 187   | 34    | 60    | 8        | 4        | 2        | 82    | 22    | 22    | --       | 0     | --    | 29    | --    | 4     | 7     | --       | .321  | .423     | .439     | .861  |
| 1938春    | 大東京 ライオン | 24    | 103   | 96    | 11    | 21    | 2        | 1        | 2        | 31    | 11    | 2     | --       | 1     | --    | 5     | --    | 1     | 7     | --       | .219  | .265     | .323     | .588  |
| 1938秋    | 大東京 ライオン | 40    | 187   | 146   | 20    | 36    | 3        | 1        | 1        | 44    | 18    | 2     | --       | 3     | --    | 37    | --    | 1     | 9     | --       | .247  | .402     | .301     | .704  |
| 1939      | 大東京 ライオン | 94    | 402   | 365   | 32    | 111   | 15       | 6        | 2        | 144   | 48    | 18    | --       | 2     | 3     | 32    | --    | 0     | 12    | --       | .304  | .360     | .395     | .755  |
| 1940      | 大東京 ライオン | 102   | 430   | 386   | 34    | 124   | 22       | 13       | 1        | 175   | 46    | 13    | --       | 2     | 4     | 37    | --    | 1     | 14    | --       | .321  | .382     | .453     | .835  |
| 1941      | 南海            | 60    | 252   | 231   | 14    | 46    | 6        | 2        | 0        | 56    | 17    | 3     | --       | 1     | --    | 19    | --    | 1     | 12    | --       | .199  | .263     | .242     | .505  |
| 通算：6年 | 通算：6年       | 454   | 1973  | 1759  | 181   | 487   | 70       | 31       | 9        | 646   | 190   | 80    | --       | 9     | 7     | 188   | --    | 10    | 77    | --       | .277  | .350     | .367     | .717  |

- 各年度の太字はリーグ最高
- 大東京（大東京軍）は、1937年秋季にライオン（ライオン軍）に球団名を変更

### タイトル
- 首位打者：1回 （1940年）
- 盗塁王：1回 （1937年秋）
- 最多安打（当時連盟表彰なし）：1回 （1940年） ※1994年より表彰

### 表彰
- ベストナイン：1回 （1940年、左翼手）

### 背番号
- 3 （1936年）
- 7 （1937年 - 1940年）
- 8 （1941年）